# Osnica (geomorfologická část)
Osnica je geomorfologickou částí Krivánské Fatry. Nachází se na severovýchodním okraji podcelku a nejvyšší vrch Osnica dosahuje nadmořské výšky 1363 m n. m.

## Vymezení
Území leží mezi dolinou Bystrička na západě a orientačně údolím potoka Istebnianka na východě. V rámci pohoří sousedí na severozápadě s částí Rozsutce a na západě s částí Krivánské Veterné hole, jižním směrem vede údolím Oravy hranice se Šípskou Fatrou, podcelkem Velké Fatry. Východním směrem se rozkládá Oravská vrchovina s v jižní polovině situovanou Veličnianskou kotlinou, severním směrem navazují Kysucké bradla a jejich Zázrivská brázda. 

## Ochrana území
Prakticky celé území této části Kriváňské Fatry leží v Národním parku Malá Fatra, okrajově patří do jeho ochranného pásma. Zvláště chráněné lokality jsou národní přírodní rezervace Sokolec a přírodní rezervace Veľká Lučivná. 

## Turismus
Tato část pohoří patří k méně navštěvovaným oblastem Malé Fatry a také značené turistické stezky směřují přes sedlo Osnice do sedla Medziholie, v severní části i na Velký Rozsutec. V jihovýchodní části se nachází rekreační středisko Lučivná. 